# Akbaş (Honaz)
Akbaş (türkisch für Weisshaupt) ist ein Dorf im Landkreis Honaz der türkischen Provinz Denizli. Akbaş liegt etwa 43 km östlich der Provinzhauptstadt Denizli und 22 km südöstlich von Honaz. Akbaş hatte laut der letzten Volkszählung 778 Einwohner (Stand Ende Dezember 2010).